# شکارچی هیولا (فیلم)
مانستر هانتر (انگلیسی: Monster Hunter) فیلمی در ژانر فانتزی و هیولایی به نویسندگی، تهیه‌کنندگی و کارگردانی پل دبلیو. اس. اندرسون است که در دسامبر سال ۲۰۲۰ منتشر شد. این فیلم بر اساس مجموعه بازی‌های ویدئویی به همین نام ساخته شرکت کپ‌کام به رشته تحریر درآمده است. از بازیگران آن می‌توان به میلا یوویچ، تونی جا، تی.آی.، مگان گود، دیه‌گو بونتا، ام‌سی جین و ران پرلمن اشاره کرد.
مانستر هانتر توسط سونی پیکچرز ریلیزینگ در تاریخ ۴ دسامبر ۲۰۲۰ در کشور چین، و ۱۸ دسامبر ۲۰۲۰، در ایالات متحده به نمایش درآمد.